# فران ویتس
فران ویتس (انگلیسی: Fran Vieites؛ زادهٔ ۷ مهٔ ۱۹۹۹) بازیکن فوتبال اهل اسپانیا است که در پست دروازه‌بان برای بتیس دپورتیوو بالومپیه بازی می‌کند.